# Blaison-Gohier
Blaison-Gohier é uma ex-comuna francesa na região administrativa da Pays de la Loire, no departamento de Maine-et-Loire. Estendeu-se por uma área de 21,45 km². Em 2010 a comuna tinha 1 299 habitantes (densidade: 60,6 hab./km²).
Em 1 de janeiro de 2016 foi fundida com a comuna de Saint-Sulpice para a criação da nova comuna de Blaison-Saint-Sulpice.